# Parabohaiornis
Parabohaiornis ist eine ausgestorbene Gattung der Enantiornithes innerhalb der Bohaiornithidae. Der erste Teil des Gattungsnamens leitet sich vom griechischen para ab, und nimmt Bezug auf die Ähnlichkeiten in der Morphologie mit den Bohaiornithids. Der zweite Teil des Namens stammt vom Bohai-See und dem griechischen ornis „Vogel“. Die See liegt in der Nähe des Fundorts.
Die einzig bekannte Art heißt Parabohaiornis martini. Die Artenbezeichnung ehrt dem Paläontologen Larry Martin, für seine Beiträge zur Forschung der Evolution von Vögel.
Die Benennung und Beschreibung erfolgte 2014 durch Min Wang, Zhong-He Zhou, Jingmai K. O’Connor und Nikita V. Zelenkov.

## Überreste
Die Überreste wurden in der Jiufotang-Formation entdeckt, welche im heutigen China liegt. Sie werden auf ca. 120,3 Millionen Jahre alt geschätzt und lebten somit in der Unterkreide (Aptium).
Der Holotyp IVPP V18691 besteht aus einem fast vollständigen und teilweise gegliederten Skelett mit Schädel. Es ist ein erwachsenes Exemplar.
Das Exemplar IVPP V18690 besteht aus einem gegliederten Skelett, bei dem der Schädel, die Unterarme und die Hände fehlen. Es ist ein erwachsenes Exemplar und älter als der Holotyp.
Beide werden auf Einzelplatten aufbewahrt und befinden sich derzeit im Institut für Wirbeltierpaläontologie und Paläoanthropologie (IVPP) in Peking.

### Holotyp IVPP V18691
Nur das linke Zwischenkieferbein ist sichtbar und besitzt drei Zähne, der Oberkieferknochen hingegen hat vier. Es sind mindestens fünf freie Schwanzwirbel sichtbar. Der Nasenknochen hat keine Abzweigung zum Oberkieferknochen. Der Schädel ist ungefähr 42 mm lang. Die Zähne sind robust und leicht nach hinten gebogen. Wie bei anderen Bohaiornithiden ist der Schnabel robust.